# Głosy znad Odry
Głosy znad Odry – kwartalnik społeczno-oświatowy i literacki wydawany w latach 1918–1924 w Opolu i Mikołowie (od 1920 roku, nr 3). Krzewił wiedzę o kulturze polskiej, zajmował się dziejami i folklorem Śląska.
W czasopiśmie, w okresie powstań śląskich i plebiscytu, swoje wiersze patriotyczne publikował Henryk Ciemięga.